# Matilde Díez
Matilde Díez (Madrid, 27 de febrer de 1818 - 16 de gener de 1883) va ser una actriu de teatre espanyola, una de les més destacades del segle xix, molt reconeguda i estimada pel públic d'arreu.
Matilde Díez feia servir un mètode natural, o naturalisme escènic, més modern que el del teatre de l’època, lluny dels escarafalls i la gesticulació que havien omplert l'escena en èpoques anteriors. Tenia, a més a més, una gran intel·ligència per captar i expressar el caràcter dels personatges a qui donava vida, i per aquesta raó aconseguia dominar tots els papers que interpretava.

## Biografia i carrera professional
Filla d'actors, Matilde Díez va rebre una bona educació, amb el propòsit de dedicar-se també al teatre, i de seguida recollí –ja de nena– molt bones opinions sobre la seva forma d'actuar. Des d'aleshores recitava sovint grans fragments de peces dramàtiques.
Es va iniciar en la interpretació quan tenia tan sols dotze anys amb l'obra La huérfana de Bruselas, representada al Teatre de Cadis amb l'actor José García Luna, amb la qual va despertar l'admiració del públic el 1832 a Cadis i el 1833 a Sevilla. El 1834 va ser contractada per als teatres de Madrid, concretament per l'empresa del director Jean Grimaldi i per fer l'obra La niña en casa y la madre en las máscaras al Teatro del Príncipe, quan tot just tenia setze anys. El seu primer gran èxit fou amb l'obra Clotilde, de Frédéric Soulié, que la va convertir en la més destacada actriu de l'època. Tant és així que el 25 de març de 1836 va ser molt ovacionada pel públic, i Díez va aparèixer de nou a l'escenari per recollir, mentre plorava emocionada, una corona de llorer llançada pels espectadors. Aquell mateix any va ser contractada per una empresa de Barcelona. El 1836 va contreure matrimoni amb l'actor Julián Romea, primerament per poders, i després es va traslladar a Madrid. Junts van interpretar moltes obres, com Gabriela de Belle-Isle, de Dumas, o la primera representació d'una obra de William Shakespeare directament traduïda de l'anglès: Macbeth, el 1838, al Teatro del Príncipe, després anomenat Teatro Español.
Consagrada ja com una de les més destacades actrius espanyoles del moment, va brillar en desenes de representacions, com ara Catalina Howard, Los amantes de Teruel, La dama duende, Entre bobos anda el juego, Amor de madre, Borrascas del corazón, La trenza de sus cabellos o La institutriz.
A inicis de 1839 va passar amb el seu marit al teatre de Granada, i a l'estiu es va traslladar a Màlaga, on va fer algunes representacions, amb gran entusiasme per part del públic. A començaments de 1840 va tornar a Madrid i va estar-s'hi fins al 1842. Entre 1853 i 1858 es va traslladar a Amèrica, ja separada de Romea, recollint nous triomfs a Ciutat de Mèxic i La Habana, en la companyia de Manuel Catalina. En els seus últims anys, va impartir classe al Conservatori de Música i Declamació de Madrid. Entre els reconeixements públics destaca la seva designació com a primera actriu de cambra per la reina Isabel II.
Díez va morir al carrer de Tutor, de Madrid, el 16 de gener de 1883. Va ser enterrada al cementiri de Sant Nicolás. Les seves restes es troben en un panteó del cementiri de San Lorenzo i San José de Madrid.
Un carrer del barri del Farró, a Barcelona, porta el seu nom, en record de les llargues estades que va fer a la ciutat –per a fer representacions teatrals o descansar durant l'estiu–, on tenia una casa al carrer del Putxet.